# ۱۲۶۳ (میلادی)
۱۲۶۳ (میلادی) هزار و دویست و شصت و سومین سال تقویم میلادی است.

## درگذشتگان
- ۱۴ نوامبر – الکساندر نوسکی، کاشف روسی